# Vitulano
Vitulano är en ort och kommun i provinsen Benevento i regionen Kampanien i Italien. Kommunen hade 2 923 invånare (2017).